# Stenocranus akashiensis
Stenocranus akashiensis är en insektsart som beskrevs av Matsumura 1935. Stenocranus akashiensis ingår i släktet Stenocranus och familjen sporrstritar. Inga underarter finns listade i Catalogue of Life.